# 王斯雷
王斯雷（1933年—），男，汉族，江苏常熟人，中国数学家，曾任杭州大学教授、博士生导师，中国数学会理事，第六、七、八届全国政协委员。